# Пизамар
Пизамар (др.-сканд. Pizamarr) — славянское божество, которому поклонялись на Рюгене. Его статуя была разрушена датчанами в 1168 году вместе со статуями других богов на Рюгене. Он упоминается только в саге о Кнютлингах, которая, однако, не описывает функции бога или его образ.
В Деяниях Данов и Саге о Кнютлингах описывается завоевание Рюгена датчанами. Оба источника описывают разрушение храма Святовита на Арконе, а затем храмов Ругевита, Поревита и Поренута в Коренице. Сага о Кнютлингах, однако, упоминает дальнейшие завоевания, которые больше не описываются в Деяниях Данов, и бога Пизамара, которому поклонялись в близлежащем горде Асунд, ныне отождествляемом с Загардом у Чёрного озера:

Пятого бога звали Пизамар. Он был в Асунде, так называлось это место. Этого бога тоже сожгли. Был ещё бог по имени Тьярноглофи, он был их богом победы и ходил с ними в бой. У него были серебряные усы. Он продержался дольше всех, но на третью зиму его схватили. И во время этого похода они обратили в христианство пять тысяч человек.
Оригинальный текст (др.-исл.)Et fimmta goð hét Pizamarr; hann var á Ásund, svá heitir einn staðr; hann var ok brendr. Þá hét ok Tjarnaglófi, hann var sigrgoð þeirra, ok fór hann í herfarar með þeim; hann helz lengst við, en þó fengu þeir hann á þriðja vetri þar eptir; en þeir kristnuðu alls á landinu V þúsundir í þeirri ferð.

Общепризнано, что исландский -marr соответствует славянскому суффиксу -mir (праславянскому *-mirъ), который встречается во многих славянских именах и был адаптирован к древнеисландской фонетической системе, но возникли разногласия по поводу прочтения первой части теонима. Первая буква обычно читается как b или v: Александр Брюкнер читал имя как Всемир или Вышемир, в то время как другие читали как Безмир или Безмиар, Бесомар, Бисомир, Бисомар, Бьессамар, Печимир, а также как продолжение протославянского *bez(ъ) merъ — "неограниченная сила".
Однако у таких этимологий есть недостатки. В древнеисландском языке славянские слова, начинающиеся на v, также писались с начальным v/w, ср. древнеисландское Waldimarr ← славянское *Vol(o)dimār и т. д., а слова, начинающиеся на b, также писались с начальной b, ср. древнеисландское Burisleif ← славянское *Boleslavъ. Кроме того, славянские слова начинающиеся на p, всегда писались с начальной p, ср. древнеисландское polydi ← славянское *pol’udje, Palteskija ← *Polteskъ. Варианты с начальной B или V/W можно считать необоснованными.
По мнению Михала Лучинского, правильное прочтение славянского звучания теонима простое. В древнеисландских заимствованиях из славянского языка буква z может отражать славянский согласный c, ср. древнеисландское dyfliza ← славянский *tĭmĭnica, š, ср. древнеисландское kaza ← славянский *kaša , или, возможно, s. Это позволило бы реконструировать сегмент как *Pica- , *Piša- , или *Pisa-. В заимствованиях в древнеисландский славянский гласный o иногда передавался как a после согласного, ср. древнеисландское sabaló ← славянский *sobolji , древнеисландское taparöks ← славянский *topor- и т. д.; это позволило бы реконструировать сегмент как *Pico- , *Pišo- или *Piso- . Анализ славянских заимствований личных имен показывает, что буква i в древнеисландском, в дополнение к соответствию славянским i и y, также соответствует ě, ср. древнеисландское Zytzebor (с заменой i ↔ y ) ← древнеполабское *Sieciebor . Это позволило бы реконструировать теоним как *Pěcomirъ , *Pěšomirъ или *Pěsomirъ . Формы с s или š должны быть отклонены, поскольку нет никаких свидетельств этого типа имен в славянских языках. Вместо этого материалы содержат имена, похожие на форму *Pěcomirъ , такие как моравское имя Pačemirъ (IX век) или древнесловенское женское имя Pačemira (IX-X века). Полабский теоним, таким образом, читается как *Pěčomirъ и является фонетическим вариантом имени праславянского имени *Pačemirъ с апофонией → e и заменой -e- на -o- , в то время как č в древнеисландском языке огласовывается до c. Имя *Pačemirъ состоит из праславянского *pače «более (используется для образования сравнительной степени)» и суффикса *-mirъ , и все имя будет означать «более мирный», «да будет он (более) мирным», «да будет у него больше мира ( мир)", и было бы желаемым именем.
По мнению Лучинского, это имя могло относиться к Святовиту, что должно было смягчить вспыльчивый характер бога. Генрик Ловмянский, с другой стороны, решил, что это было имя «прославленного покойника», которого летописец случайно счёл божеством.